# نولان كارول
نولان كارول (بالإنجليزية: Nolan Carroll)‏ هو لاعب كرة قدم أمريكية أمريكي، ولد في 16 يناير 1987 في جاكسونفيل في الولايات المتحدة.

## وصلات خارجية
- نولان كارول على موقع مرجع كرة القدم المحترفة.كوم (الإنجليزية)